# División de Honor de fútbol sala 2001-02
La temporada 2001-02 de División de Honor fue la 13.ª edición de la máxima competición de la Liga Nacional de Fútbol Sala española. Se disputó entre el 15 de septiembre de 2001 y el 13 de junio de 2002. La liga empezó con 16 equipos y un sistema de liga basado en fase regular más fase final, en el que los ocho primeros disputarían el título de campeón y los dos últimos descendían a División de Plata.
El campeón fue Antena 3 Boomerang, que batió en la final al Miró Martorell en cuatro partidos.

## Campeonato

### Liga regular
| Puesto | Equipo                | Ptos | J  | G  | E  | P  | GF  | GC  | DG  | Nota                         |
| ------ | --------------------- | ---- | -- | -- | -- | -- | --- | --- | --- | ---------------------------- |
| 1      | ElPozo Murcia         | 77   | 30 | 25 | 2  | 3  | 169 | 104 | +65 | Fase final                   |
| 2      | Playas de Castellón   | 68   | 30 | 21 | 5  | 4  | 162 | 95  | +67 | Fase final                   |
| 3      | Miró Martorell        | 67   | 30 | 20 | 7  | 3  | 149 | 96  | +53 | Fase final                   |
| 4      | Antena 3 Boomerang    | 51   | 30 | 15 | 6  | 9  | 109 | 76  | +33 | Fase final                   |
| 5      | MRA Ingeteam Xota     | 45   | 30 | 13 | 6  | 11 | 112 | 115 | -3  | Fase final                   |
| 6      | Valencia Vijusa       | 44   | 30 | 12 | 8  | 10 | 129 | 119 | +10 | Fase final                   |
| 7      | Caja Segovia FS       | 43   | 30 | 13 | 4  | 13 | 132 | 128 | +4  | Fase final                   |
| 8      | Atlético Boadilla     | 37   | 30 | 11 | 4  | 15 | 110 | 138 | -28 | Fase final                   |
| 9      | GMI Polaris Cartagena | 36   | 30 | 10 | 6  | 14 | 118 | 128 | -10 |                              |
| 10     | Marfil Alella         | 34   | 30 | 9  | 7  | 14 | 106 | 127 | -21 |                              |
| 11     | Fiat Autoexpert       | 34   | 30 | 9  | 7  | 14 | 115 | 140 | -25 |                              |
| 12     | FC Barcelona          | 33   | 30 | 11 | 0  | 19 | 108 | 135 | -27 |                              |
| 13     | Localia Móstoles      | 31   | 30 | 7  | 10 | 13 | 112 | 124 | -12 |                              |
| 14     | O Parrulo Ferrol      | 27   | 30 | 8  | 3  | 19 | 84  | 125 | -41 |                              |
| 15     | Fórum Ourense         | 26   | 30 | 8  | 2  | 20 | 104 | 126 | -22 | Descenso a División de Plata |
| 16     | FC Andorra            | 26   | 30 | 7  | 5  | 18 | 95  | 138 | -43 | Descenso a División de Plata |

Ascienden a División de Honor 2002/03: DKV Seguros Zaragoza y Azkar Lugo FS.
Sistema de puntuación: Victoria = 3 puntos; Empate (E) = 1 punto; Derrota = 0 puntos

### Fase final
|  | Cuartos de final      | Cuartos de final    |                      |                   | Semifinales         | Semifinales         |  |                      | Final               | Final               |  |
|  | Mejor de 3 partidos   | Mejor de 3 partidos |                      |                   | Mejor de 3 partidos | Mejor de 3 partidos |  |                      | Mejor de 5 partidos | Mejor de 5 partidos |  |
|  |                       |                     |                      |                   |                     |                     |  |                      |                     |                     |  |
|  |                       |                     |                      |                   |                     |                     |  |                      |                     |                     |  |
|  | 1 ElPozo Murcia       | 2                   |                      |                   |                     |                     |  |                      |                     |                     |  |
|  | 1 ElPozo Murcia       | 2                   |                      |                   |                     |                     |  |                      |                     |                     |  |
|  | 8 Atlético Boadilla   | 0                   |                      |                   |                     |                     |  |                      |                     |                     |  |
|  | 8 Atlético Boadilla   | 0                   |                      | 1 ElPozo Murcia   | 0                   |                     |  |                      |                     |                     |  |
|  |                       |                     |                      | 1 ElPozo Murcia   | 0                   |                     |  |                      |                     |                     |  |
|  |                       |                     | 4 Antena 3 Boomerang | 2                 |                     |                     |  |                      |                     |                     |  |
|  | 4 Antena 3 Boomerang  | 2                   | 4 Antena 3 Boomerang | 2                 |                     |                     |  |                      |                     |                     |  |
|  | 4 Antena 3 Boomerang  | 2                   |                      |                   |                     |                     |  |                      |                     |                     |  |
|  | 5 MRA Ingeteam Xota   | 0                   |                      |                   |                     |                     |  |                      |                     |                     |  |
|  | 5 MRA Ingeteam Xota   | 0                   |                      |                   |                     |                     |  | 4 Antena 3 Boomerang | 3                   |                     |  |
|  |                       |                     |                      |                   |                     |                     |  | 4 Antena 3 Boomerang | 3                   |                     |  |
|  |                       |                     | 3 Miró Martorell     | 1                 |                     |                     |  |                      |                     |                     |  |
|  | 2 Playas de Castellón | 1                   | 3 Miró Martorell     | 1                 |                     |                     |  |                      |                     |                     |  |
|  | 2 Playas de Castellón | 1                   |                      |                   |                     |                     |  |                      |                     |                     |  |
|  | 7 Caja Segovia FS     | 2                   |                      |                   |                     |                     |  |                      |                     |                     |  |
|  | 7 Caja Segovia FS     | 2                   |                      | 7 Caja Segovia FS | 1                   |                     |  |                      |                     |                     |  |
|  |                       |                     |                      | 7 Caja Segovia FS | 1                   |                     |  |                      |                     |                     |  |
|  |                       |                     | 3 Miró Martorell     | 2                 |                     |                     |  |                      |                     |                     |  |
|  | 3 Miró Martorell      | 2                   | 3 Miró Martorell     | 2                 |                     |                     |  |                      |                     |                     |  |
|  | 3 Miró Martorell      | 2                   |                      |                   |                     |                     |  |                      |                     |                     |  |
|  | 6 Valencia Vijusa     | 1                   |                      |                   |                     |                     |  |                      |                     |                     |  |
|  | 6 Valencia Vijusa     | 1                   |                      |                   |                     |                     |  |                      |                     |                     |  |
|  |                       |                     |                      |                   |                     |                     |  |                      |                     |                     |  |

| Campeón de la Liga Nacional de Fútbol Sala |
| ------------------------------------------ |
| Antena 3 Boomerang Cuarto título           |

## Goleadores
| Puesto | Jugador       | Equipo              | Goles |
| ------ | ------------- | ------------------- | ----- |
| 1      | Daniel        | Caja Segovia FS     | 48    |
| 2      | Joan Linares  | Playas de Castellón | 46    |
| 3      | Paulo Roberto | ElPozo Murcia       | 42    |
| 4      | Marcelo       | Marfil Alella       | 41    |
| 5      | Kike Boned    | ElPozo Murcia       | 35    |